# Condado de Marshall (Kentucky)
El condado de Marshall (en inglés: Marshall County), fundado en 1842, es uno de 120 condados del estado estadounidense de Kentucky. En el año 2000, el condado tenía una población de 30,125 habitantes y una densidad poblacional de 38 personas por km². La sede del condado es Benton.

## Geografía
Según la Oficina del Censo, el condado tiene un área total de 881 km² (340,2 mi²), de la cual 790 km² (305 mi²) es tierra y 91 km² (35,1 mi²) (10.41%) es agua.

### Condados adyacentes
- Condado de Livingston (norte)
- Condado de Lyon (noreste)
- Condado de Trigg (este)
- Condado de Calloway (sur)
- Condado de Graves (oeste)
- Condado de McCracken (noroeste)

## Demografía
Según la Oficina del Censo en 2000, los ingresos medios por hogar en el condado eran de $35,573, y los ingresos medios por familia eran $43,670. Los hombres tenían unos ingresos medios de $36,673 frente a los $21,941 para las mujeres. La renta per cápita para el condado era de $18,069. Alrededor del 9.50% de la población estaban por debajo del umbral de pobreza.

## Localidades
- Benton
- Calvert City
- Hardin

### Comunidades no incorporadas
- Aurora
- Draffenville
- Gilbertsville
- Possum Trot
- Sharpe
- Briensburg
- Palma
- Olive
- Fairdealing